# Sint-Amanduskerk (Stokrooie)

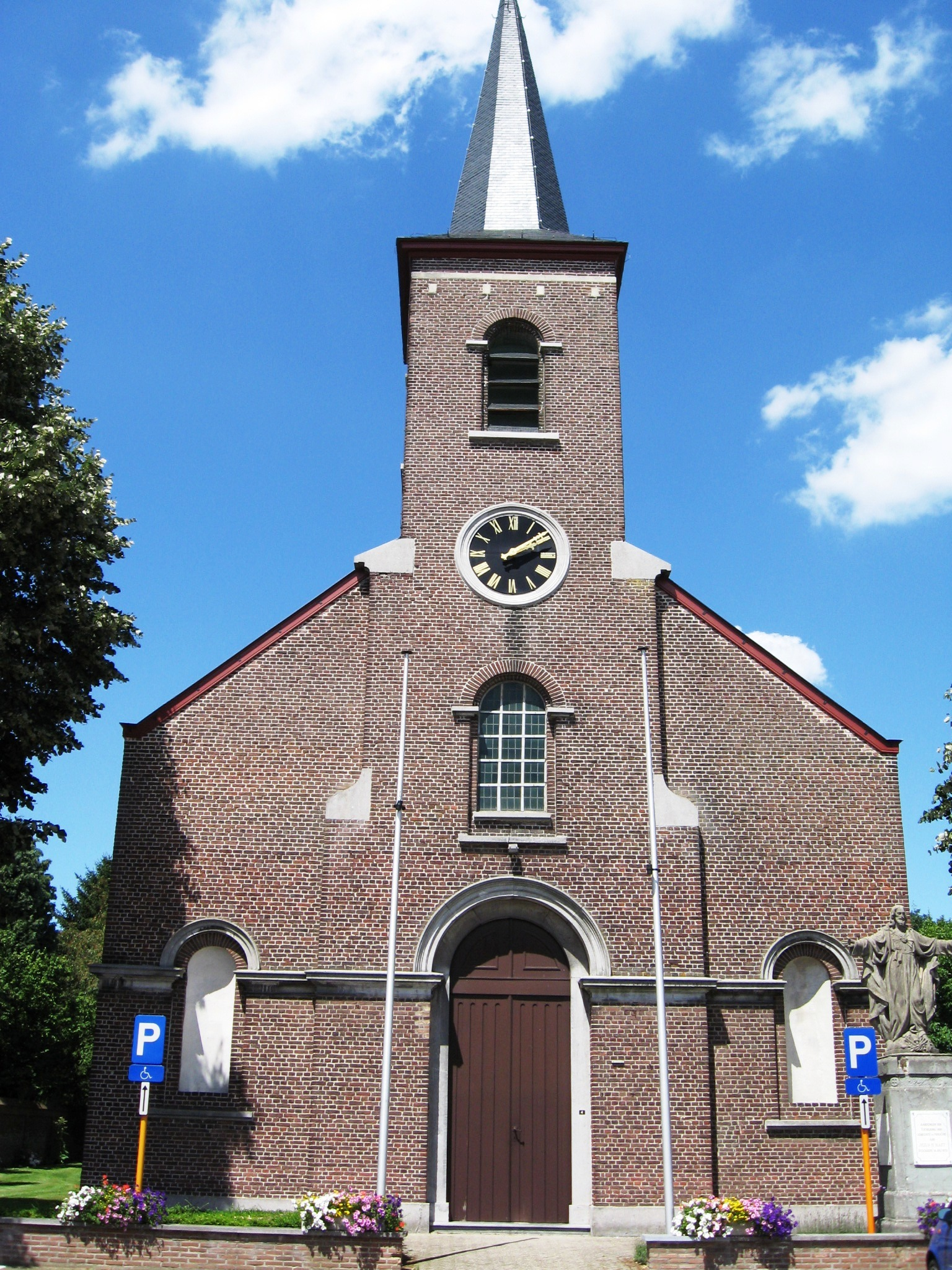
Sint-Amanduskerk

De Sint-Amanduskerk is de parochiekerk van Stokrooie, die zich bevindt aan de Sint-Amandusstraat.

## Gebouw
Het betreft een neoclassicistische bakstenen pseudobasiliek, gebouwd van 1850-1853. De kerk heeft een ingebouwde, vlakopgaande westtoren, gedekt door een ingesnoerde naaldspits, en een koor met halfronde apsis.

## Meubilair
De meeste kerkmeubelen zijn 19e-eeuws. Daarnaast is er een 18e-eeuwse biechtstoel.
In deze kerk bevinden zich vier doeken uit de reeks De deugdzame vrouwen van Lambert Lombard afkomstig uit de abdij van Herkenrode. In de doopkapel is de muurschildering Doopsel van Jezus van 1962 te zien, een werk van Raf Mailleux. De glasramen van 1957 in de zijbeuken komen uit het atelier Osterrath in Tilff. Ze tonen episoden uit het leven van de Heilige Amandus.
De vier geelkoperen altaarkandelaars zijn van omstreeks 1650.